# Monika Michalik
Monika Ewa Michalik (Międzyrzecz, 2 de mayo de 1980) es una deportista polaca que compite en lucha libre.
Participó en tres Juegos Olímpicos de Verano, obteniendo una medalla de bronce en Río de Janeiro 2016, en la categoría de 63 kg, el quinto lugar en Londres 2012 y el octavo lugar en Pekín 2008.
Ganó dos medallas de bronce en el Campeonato Mundial de Lucha, en los años 2006 y 2007, y 10 medallas en el Campeonato Europeo de Lucha entre los años 2002 y 2017.

## Palmarés internacional
| Juegos Olímpicos   | Juegos Olímpicos        | Juegos Olímpicos  | Juegos Olímpicos |
| Año                | Lugar                   | Medalla           | Categoría        |
| ------------------ | ----------------------- | ----------------- | ---------------- |
| 2016               | Río de Janeiro (Brasil) | Medalla de bronce | 63 kg            |
| Campeonato Mundial |                         |                   |                  |
| Año                | Lugar                   | Medalla           | Categoría        |
| 2006               | Cantón (China)          | Medalla de bronce | 63 kg            |
| 2007               | Bakú (Azerbaiyán)       | Medalla de bronce | 63 kg            |
| Campeonato Europeo |                         |                   |                  |
| Año                | Lugar                   | Medalla           | Categoría        |
| 2002               | Seinäjoki (Finlandia)   | Medalla de plata  | 59 kg            |
| 2003               | Riga (Letonia)          | Medalla de oro    | 59 kg            |
| 2005               | Varna (Bulgaria)        | Medalla de oro    | 63 kg            |
| 2006               | Moscú (Rusia)           | Medalla de plata  | 63 kg            |
| 2007               | Sofía (Bulgaria)        | Medalla de bronce | 63 kg            |
| 2008               | Tampere (Finlandia)     | Medalla de bronce | 63 kg            |
| 2009               | Vilna (Lituania)        | Medalla de oro    | 63 kg            |
| 2012               | Belgrado (Serbia)       | Medalla de bronce | 63 kg            |
| 2013               | Tiflis (Georgia)        | Medalla de plata  | 63 kg            |
| 2017               | Novi Sad (Serbia)       | Medalla de oro    | 63 kg            |